# Marco Nanini
Marco Antônio Barroso Nanini (Recife, 31 de maio de 1948) é um ator, autor, produtor teatral e dramaturgo brasileiro. Com uma carreira proeminente no teatro, cinema e televisão, recebeu diversos prêmios ao longo da carreira, incluindo seis Prêmios Qualidade Brasil, dois Prêmios Sharp e dois Prêmios APCA, além de duas indicações ao  Troféus Imprensa e um Prêmio Shell.
Após se mudar para o Rio de Janeiro, iniciou a carreira no teatro, e anos depois, passou a integrar o elenco da Rede Globo, atuando em diversas novelas e programas da emissora. Em 1986, estreou, ao lado de Ney Latorraca, a peça O Mistério de Irma Vap, que entrou para o Guinness Book como a peça que manteve o mesmo elenco por mais tempo em cartaz. No ano seguinte, teve destaque ao atuar na novela Brega & Chique, sendo indicado a um Troféu Imprensa; em 1999 Nanini voltou a ser indicado ao prêmio, desta vez por seu papel como protagonista de Andando nas Nuvens. Ainda na década de 1990, Nanini ingressou em diversos humorísticos, como A Comédia da Vida Privada (1995–97), e a partir dos anos 2000, protagonizou a segunda versão da sitcom A Grande Família (2001–14) como Lineu Silva.
No cinema, Nanini fez sua estreia em 1975 como um dos protagonista da comédia As Moças Daquela Hora. Em 1995, interpretou Dom João VI no filme Carlota Joaquina, Princesa do Brasil, ganhando um Prêmio Guarani; voltou a ganhar o mesmo prêmio anos depois por seus papéis em Amor & Cia. (1997), O Auto da Compadecida (2000), Irma Vap - O Retorno (2006) e Greta (2019).

## Biografia

### Infância
Nasceu no Recife, capital do estado brasileiro de Pernambuco, em 31 de maio de 1948, filho de Maria Esmeralcy de Moraes Guerra com Dante Nanini — este filho de imigrantes italianos. Seu pai era gerente de hotéis e a família mudou-se quatro vezes de cidade durante sua infância. Aos dez anos, Marco Nanini fixou residência no Rio de Janeiro.

## Carreira

### Dos anos 1960 aos anos 1990
Trabalhou em um banco e um hotel antes entrar na carreira teatral, atuando profissionalmente pela primeira vez em uma peça infantil no ano de 1965. Antes de ganhar papéis de destaque na teledramaturgia, participou da novela "A Ponte dos Suspiros" da Rede Globo, em 1969, como um figurante que fazia parte de cenas que simulavam batalhas. A partir dos anos 70 fez filmes para o cinema e com o passar dos anos até o final da década 90 esteve envolvido na produção de novelas na Rede Bandeirantes, Rede Tupi e em sua maioria na Rede Globo, fazendo uma carreira de sucesso na televisão. No ano de 1986 estreou a peça O Mistério de Irma Vap, montagem protagonizada junto com Ney Latorraca e reconhecida pelo Guinness Book como a peça que manteve o mesmo elenco por mais tempo, sendo 11 anos em cartaz.

### SeriadoA Grande Família
Em 2001, estreou na segunda versão do seriado A Grande Família e este programa permaneceu no ar até 2014 devido o sucesso de público com o qual foi agraciado. No ano de 2007, foi lançado nos cinemas A Grande Família - O Filme e, nos três primeiros dias em cartaz, a película havia arrecadado R$ 2,5 milhões.

### 2016-presente: retorno às telenovelas
Em 2016, após quinze anos, retornou às novelas na trama das 18 horas no papel dos gêmeos Professor Pancrácio Martino e do Doutor Pandolfo Martino. Comemorando 50 anos de carreira, estreia a peça Ubu Rei em maio de 2017. Em 2018 atua na novela Deus Salve o Rei como Rei Augusto, um monarca do reino fictício de Artena. A sua participação esteve garantida até o capítulo de número 50, e ainda voltou nos momentos finais da história. Já em 2019, ele volta após 23 anos fora dos folhetins do horário nobre da Rede Globo interpretando o malandro Eusébio na novela A Dona do Pedaço. Em determinado momento da trama, seu personagem começou a sofrer de "síndrome da mão alheia", um distúrbio antes nunca abordado em novelas. Em 2022, integrou a quinta temporada do drama médico Sob Pressão, como Heleno, um portador de alzheimer e pai do protagonista Evandro. Em 2023, interpretou o falso médium e criminoso João de Deus na série João sem Deus - A Queda de Abadiânia, uma produção de Canal Brasil.

## Vida pessoal
Assumidamente bissexual, Nanini vive em união estável com o produtor Fernando Libonati desde 1988.
Em outubro de 2011, numa entrevista à revista Bravo!, Nanini assumiu ter tido experiências homossexuais. Em abril de 2012, em entrevista à revista Época, Marco Nanini voltou a tocar no assunto, comentando a entrevista de 2011 e referindo-se às notícias de violência contra homossexuais:
| “ | Foi no momento certo. Não sou militante, mas me senti pressionado por mim mesmo a fazer alguma coisa diante da crescente onda de violência contra os gays. Foi, digamos, um ato político. Não considero que saí do armário porque nunca entrei nele e, além disso, só falei uma coisa que todo mundo já sabia. | ” |

Em seu livro, O avesso do bordado, lançado em 2023, Nanini revelou ter tido romances rápidos com muitos de seus amigos, entre eles Marília Pêra e Wolf Maya. Nanini revelou também que superou um vício em álcool graças à ajuda do cantor Renato Russo.

## Filmografia

### Televisão
| Ano     | Título                                                 | Personagem                                    | Nota                                 |
| ------- | ------------------------------------------------------ | --------------------------------------------- | ------------------------------------ |
| 1969    | A Ponte dos Suspiros                                   | Soldado                                       | Figuração                            |
| 1971    | O Cafona                                               | Júlio Cezar (Julinho)                         |                                      |
| 1972–79 | Caso Especial                                          | Vários personagens                            |                                      |
| 1972    | A Patota                                               | Professor Adolfo Simões (Simões)              |                                      |
| 1972    | O Primeiro Amor                                        | Rui Lima                                      |                                      |
| 1973    | Carinhoso                                              | Faísca                                        |                                      |
| 1975    | Pecado Capital                                         | Vinícius Lisboa                               |                                      |
| 1975    | A Moreninha                                            | Felipe                                        |                                      |
| 1975    | Gabriela                                               | Professor Josué Xavier                        |                                      |
| 1976–82 | Planeta dos Homens                                     | Vários personagens                            |                                      |
| 1976    | O Feijão e o Sonho                                     | Oficial Marcondes                             |                                      |
| 1977    | Sítio do Picapau Amarelo                               | Guarda Anselmo                                | Episódio: "O Picapau Amarelo"        |
| 1977    | Um Sol Maior                                           | Lauro                                         |                                      |
| 1979    | Feijão Maravilha                                       | Jorge Afonso (Jorginho)                       |                                      |
| 1979    | O Todo Poderoso                                        | Caio                                          |                                      |
| 1979    | Telecurso 2º Grau                                      | Vários personagens                            |                                      |
| 1980    | As Três Marias                                         | Aluísio                                       |                                      |
| 1982    | Elas por Elas                                          | Dr. Décio Carvalho                            |                                      |
| 1984    | Plunct, Plact, Zuuum... 2                              | Padrasto de Fabiano                           |                                      |
| 1985    | Joana                                                  | Cláudio Gonzaga (Cacau)                       |                                      |
| 1985    | Um Sonho a Mais                                        | Jurandir de Souza (Mosca) / Florisbela Freire |                                      |
| 1986    | Tele Tema                                              |                                               | Episódio: "A Luneta Mágica"          |
| 1987    | Brega & Chique                                         | Alberico Montenegro (Montenegro)              |                                      |
| 1988–90 | TV Pirata                                              | Vários personagens                            |                                      |
| 1991    | Escolinha do Professor Raimundo: 25 Anos de Trapalhões | Rolando Lero                                  | Episódio: "27 de julho"              |
| 1992    | Pedra sobre Pedra                                      | Ivonaldo Pontes                               |                                      |
| 1993    | O Mapa da Mina                                         | Dr. Mauro                                     | Participação especial                |
| 1993    | Caso Especial                                          | Professor                                     | Episódio: "O Besouro e a Rosa"       |
| 1994    | Caso Especial                                          | Frederico Evandro                             | Episódio: "Lisbela e o Prisioneiro"  |
| 1993–94 | Terça Nobre                                            | Vários personagens                            |                                      |
| 1994    | Brasil Especial                                        | Vários personagens                            |                                      |
| 1995    | Terça Nobre                                            | Coronel Ponciano de Azevedo                   | Episódio: "O Coronel e o Lobisomem"  |
| 1995–97 | A Comédia da Vida Privada                              | Vários personagens                            |                                      |
| 1998    | Dona Flor e Seus Dois Maridos                          | Dr. Teodoro Madureira                         |                                      |
| 1999    | O Auto da Compadecida                                  | Severino de Aracaju (Capitão)                 |                                      |
| 1999    | Andando nas Nuvens                                     | Otávio Montana                                |                                      |
| 2000    | A Invenção do Brasil                                   | Narrador                                      |                                      |
| 2000    | Brava Gente                                            | Euricão                                       | Episódio: "O Santo e a Porca"        |
| 2001–14 | A Grande Família                                       | Lineu Silva                                   |                                      |
| 2004    | Sitcom.br                                              | Luis Fernando Veríssimo                       | Episódio: "Versões"                  |
| 2016    | Êta Mundo Bom!                                         | Professor Pancrácio Martinho                  |                                      |
| 2016    | Êta Mundo Bom!                                         | Dr. Pandolfo Martinho                         |                                      |
| 2017–19 | O Álbum da Grande Família                              | Narrador                                      |                                      |
| 2018    | Deus Salve o Rei                                       | Augusto de Lurton, Rei de Artena              |                                      |
| 2019    | A Dona do Pedaço                                       | Eusébio Macondo                               |                                      |
| 2019    | A Dona do Pedaço                                       | Eustáquio Macondo Júnior (Juninho)            | Episódios: "21 de junho–7 de agosto" |
| 2022    | Sob Pressão                                            | Heleno Domingos Moreira                       | Temporada 5                          |
| 2023    | João sem Deus - A Queda de Abadiânia                   | João de Deus                                  |                                      |

### Cinema
| Ano  | Título                                | Papel                                 | Nota                                  |
| ---- | ------------------------------------- | ------------------------------------- | ------------------------------------- |
| 1973 | As Moças Daquela Hora                 | Luizinho                              |                                       |
| 1975 | O Roubo das Calcinhas                 | Alfredo                               |                                       |
| 1978 | A Noite dos Duros                     | Bartolomeu (Bartô)                    |                                       |
| 1980 | Teu Tua                               | Rapaz                                 | Segmento: "Um Marido Debaixo da Cama" |
| 1987 | Anjos da Noite                        | Guto                                  |                                       |
| 1987 | Feliz Ano Velho                       | Beto                                  |                                       |
| 1995 | Carlota Joaquina, Princesa do Brasil  | D. João VI                            |                                       |
| 1998 | Amor & Cia.                           | Alves                                 |                                       |
| 2000 | O Auto da Compadecida                 | Severino de Aracaju (Capitão)         |                                       |
| 2001 | Caramuru - A Invenção do Brasil       | Narrador                              |                                       |
| 2001 | Copacabana                            | Alberto                               |                                       |
| 2001 | O Xangô de Baker Street               | Mello Pimenta                         |                                       |
| 2003 | Lisbela e o Prisioneiro               | Frederico Evandro                     |                                       |
| 2003 | Irmão Urso                            | Tuke (voz)                            | Dublagem                              |
| 2004 | Apolônio Brasil, Campeão da Alegria   | Apolônio Brasil                       |                                       |
| 2006 | Irma Vap - O Retorno                  | Tony Albuquerque / Cleide Albuquerque |                                       |
| 2007 | A Grande Família - O Filme            | Lineu Silva                           |                                       |
| 2008 | Romance                               | Rodolfo                               |                                       |
| 2009 | A Suprema Felicidade                  | Vovô Noel                             |                                       |
| 2010 | O Bem-Amado                           | Odorico Paraguaçu                     |                                       |
| 2019 | Greta                                 | Pedro                                 |                                       |
| 2021 | Mise en Scène: a Artesania do Artista | Ele mesmo                             | Documentário                          |

## Teatro
| Ano     | Título                                                        | Papel                       |
| ------- | ------------------------------------------------------------- | --------------------------- |
| 1965    | A Floresta Encantada                                          |                             |
| 1965    | O Bruxo e A Rainha                                            |                             |
| 1966–68 | Escola de Teatro                                              |                             |
| 1968    | Ralé                                                          |                             |
| 1968    | Salomé                                                        |                             |
| 1968    | Stanislaw Ponte Preta e o Sexo Zangado                        |                             |
| 1969    | A Gatatarada                                                  |                             |
| 1969    | O Show do Crioulo Doido                                       |                             |
| 1970    | Esse Banheiro é Pequeno Demais Para Nós Dois                  |                             |
| 1970–71 | A Vida Escrachada de Joana Martini e Baby Stompanato          | Boy                         |
| 1971    | A Pequena Notável                                             |                             |
| 1972    | O Cordão Umbilical                                            |                             |
| 1973    | O Encontro no Bar                                             |                             |
| 1973–75 | As Desgraças de uma Criança                                   | Pacífico                    |
| 1974    | Pippin                                                        | Pippin                      |
| 1975    | Pano de Boca                                                  | Pagão                       |
| 1976–77 | Deus lhe Pague                                                | Barata                      |
| 1976–77 | Um Padre à Italiana                                           | Gino                        |
| 1977    | Os Filhos de Kennedy                                          |                             |
| 1978    | Camas Redondas, Casais Quadrados                              |                             |
| 1978    | Zoo Story                                                     |                             |
| 1979    | Tiro ao Alvo                                                  |                             |
| 1980–81 | Brasil: da Censura à Aberta                                   |                             |
| 1980–84 | Doce Deleite                                                  |                             |
| 1984    | Mão na Luva                                                   | Ele                         |
| 1985–86 | O Corsário do Rei                                             |                             |
| 1986    | A Bandeira dos Cinco Mil Réis                                 |                             |
| 1986    | O Mistério de Irma Vap                                        |                             |
| 1995    | Kean                                                          | Edmund Kean                 |
| 1996–98 | O Burguês Ridículo                                            | Sr. Jourdain                |
| 1998–00 | Uma Noite na Lua                                              | Dramaturgo                  |
| 2001    | Quem Tem Medo de Virgínia Woolf?                              | George                      |
| 2002    | Os Solitários                                                 | Todd, Arthur, Bishop e Emma |
| 2003    | A Morte do Caixeiro Viajante                                  | Willy Loman                 |
| 2005    | Um Circo de Rins e Fígados                                    |                             |
| 2007–08 | O Bem Amado                                                   | Odorico Paraguaçu           |
| 2010–11 | Pterodatilos                                                  | Arthur                      |
| 2012–13 | A Arte e a Maneira de Abordar seu chefe para pedir um aumento | Palestrante                 |
| 2014–15 | Beije Minha Lápide                                            | Bala                        |
| 2017    | Ubu Rei                                                       | Pai Ubu                     |

## Parte técnica
| Ano     | Título                                 | Cargo    |
| ------- | -------------------------------------- | -------- |
| 1965    | A Floresta Encantada                   | Autor    |
| 1973    | Descasque o Abacaxi Antes da Sobremesa | Autor    |
| 1979    | Tiro ao Alvo                           | Produtor |
| 1980–84 | Doce Deleite                           | Produtor |
| 1984    | Mão na Luva                            | Produtor |
| 1986    | A Bandeira dos Cinco Mil Réis          | Produtor |
| 1986–95 | O Mistério de Irma Vap                 | Produtor |
| 1990–92 | Fulaninha e Dona Coisa                 | Diretor  |
| 1991    | Hello Gershwin                         | Diretor  |
| 1991–93 | Fulaninha e Dona Coisa                 | Produtor |
| 1992    | De Rosto Colado                        | Diretor  |
| 1994    | O Médico e o Monstro                   | Diretor  |
| 1994    | O Médico e o Monstro                   | Produtor |
| 1995    | Kean                                   |          |
| 1995    | As Regras do Jogo                      | Diretor  |
| 1996    | E Continua Tudo Bem                    | Diretor  |
| 1996–98 | O Burguês Ridículo                     | Produtor |
| 1998–00 | Uma Noite na Lua                       | Produtor |
| 2000–01 | Quem Tem Medo de Virgínia Woolf?       | Produtor |
| 2002    | Os Solitários                          | Produtor |
| 2003    | A Morte de um Caixeiro Viajante        | Produtor |
| 2003    | Nada de Pânico                         | Produtor |
| 2005    | Um Circo de Rins e Fígados             | Produtor |
| 2006    | Irma Vap - O Retorno                   | Produtor |
| 2007    | O Bem Amado                            | Produtor |
| 2008    | Cine Teatro Limite                     | Produtor |
| 2009    | Do Começo ao Fim                       | Produtor |
| 2010–11 | Pterodáctilos                          | Produtor |

## Prêmios e indicações
| Ano  | Prêmio                                      | Categoria                                | Nomeações                            | Resultado | Ref    |
| ---- | ------------------------------------------- | ---------------------------------------- | ------------------------------------ | --------- | ------ |
| 1977 | Prêmio Governador do Estado                 | Melhor Ator                              | Os Filhos de Kennedy                 | Venceu    | [ 25 ] |
| 1978 | Prêmio Governador do Estado                 | Melhor Ator                              | Zoo Story                            | Venceu    | [ 25 ] |
| 1981 | Prêmio Mambembe                             | Melhor Ator                              | Doce Deleite                         | Venceu    | [ 25 ] |
| 1984 | Prêmio Molière                              | Melhor Ator                              | Mão na Luva                          | Venceu    | [ 25 ] |
| 1984 | Prêmio Mambembe                             | Melhor Ator                              | Mão na Luva                          | Venceu    | [ 25 ] |
| 1984 | Prêmio APETESP de Teatro                    | Melhor Ator                              | Mão na Luva                          | Venceu    | [ 25 ] |
| 1988 | Troféu Imprensa                             | Melhor Ator                              | Brega & Chique                       | Indicado  |        |
| 1988 | Prêmio APETESP de Teatro                    | Melhor Ator                              | O Mistério de Irma Vap               | Venceu    | [ 25 ] |
| 1988 | Prêmio Governador do Estado                 | Melhor Ator                              | Anjos da Noite                       | Venceu    |        |
| 1994 | Prêmio TV Press                             | Melhor Ator                              | A Comédia da Vida Privada            | Venceu    |        |
| 1994 | Festival Internacional de Cinema de Damasco | Melhor Ator (júri popular)               | Carlota Joaquina, Princesa do Brazil | Venceu    |        |
| 1996 | Prêmio Guarani de Cinema Brasileiro         | Melhor Ator                              | Carlota Joaquina, Princesa do Brazil | Venceu    |        |
| 1996 | Prêmio Sharp                                | Melhor Ator                              | O Burguês Ridículo                   | Venceu    | [ 25 ] |
| 1998 | Brazilian Film Festival of Miami            | Melhor Ator                              | Amor & Cia.                          | Venceu    |        |
| 1998 | Festival de Cinema de Santa Cruz            | Melhor Ator                              | Amor & Cia.                          | Venceu    |        |
| 1998 | Prêmio Sharp                                | Melhor Ator                              | Uma Noite na Lua                     | Venceu    | [ 25 ] |
| 1998 | Prêmio Mambembe                             | Melhor Ator                              | Uma Noite na Lua                     | Venceu    | [ 25 ] |
| 1999 | Festival SESC de Cinema                     | Melhor Ator                              | Amor & Cia.                          | Venceu    |        |
| 1999 | Prêmio Guarani de Cinema Brasileiro         | Melhor Ator                              | Amor & Cia.                          | Venceu    |        |
| 1999 | Melhores do Ano                             | Melhor Ator                              | Andando nas Nuvens                   | Venceu    |        |
| 1999 | Prêmio Extra de Televisão                   | Melhor Ator                              | Andando nas Nuvens                   | Venceu    |        |
| 1999 | Festival de Cinema e TV de Natal            | Melhor Ator                              | Andando nas Nuvens                   | Venceu    |        |
| 2000 | Troféu Imprensa                             | Melhor Ator                              | Andando nas Nuvens                   | Indicado  |        |
| 2000 | Grande Prêmio do Cinema Brasileiro          | Melhor Ator                              | Amor & Cia.                          | Indicado  | [ 26 ] |
| 2001 | Prêmio IBEU                                 | Melhor Ator                              | Quem Tem Medo de Virgínia Woolf?     | Venceu    |        |
| 2001 | Prêmio Guarani de Cinema Brasileiro         | Melhor Ator                              | O Auto da Compadecida                | Venceu    |        |
| 2001 | Prêmio Arte Qualidade Brasil                | Melhor Ator de Série ou Projeto Especial | A Grande Família                     | Venceu    |        |
| 2002 | Prêmio APCA de Televisão                    | Melhor Ator                              | A Grande Família                     | Venceu    |        |
| 2002 | Brazilian Film Festival of Miami            | Melhor Ator                              | Copacabana                           | Venceu    |        |
| 2002 | Prêmio Guarani de Cinema Brasileiro         | Melhor Ator                              | Copacabana                           | Indicado  |        |
| 2002 | Grande Prêmio do Cinema Brasileiro          | Melhor Ator                              | Copacabana                           | Indicado  | [ 27 ] |
| 2002 | Grande Prêmio do Cinema Brasileiro          | Melhor Ator Coadjuvante                  | O Xangô de Baker Street              | Indicado  | [ 27 ] |
| 2002 | Prêmio Guarani de Cinema Brasileiro         | Melhor Ator Coadjuvante                  | O Xangô de Baker Street              | Indicado  |        |
| 2003 | Prêmio Arte Qualidade Brasil – SP           | Melhor Ator em Cinema                    | Lisbela e o Prisioneiro              | Venceu    |        |
| 2003 | Prêmio Arte Qualidade Brasil – RJ           | Melhor Ator em Cinema                    | Lisbela e o Prisioneiro              | Venceu    |        |
| 2003 | Prêmio Arte Qualidade Brasil                | Melhor Ator de Teatro                    | A Morte do Caixeiro Viajante         | Venceu    |        |
| 2004 | Prêmio ACIE de Cinema                       | Melhor Ator                              | Apolônio Brasil, Campeão da Alegria  | Venceu    | [ 28 ] |
| 2005 | Prêmio Bravo! Prime de Cultura              | Artista Prime do Ano                     | Carreira                             | Venceu    |        |
| 2007 | Prêmio Guarani de Cinema Brasileiro         | Melhor Ator                              | Irma Vap - O Retorno                 | Venceu    |        |
| 2007 | Prêmio Arte Qualidade Brasil                | Melhor Ator de Teatro de Comédia         | O Bem Amado                          | Venceu    |        |
| 2008 | Troféu APCA                                 | Melhor Ator de Teatro                    | O Bem Amado                          | Venceu    |        |
| 2008 | Prêmio Contigo! de Teatro                   | Melhor Ator (júri popular)               | O Bem Amado                          | Venceu    |        |
| 2010 | Prêmio Faz Diferença do Jornal O Globo      | Teatro                                   | O Bem Amado                          | Venceu    | [ 29 ] |
| 2010 | Prêmio Arte Qualidade Brasil                | Melhor Ator de Teatro                    | Pterodáctilos                        | Venceu    |        |
| 2010 | Prêmio Quem de Teatro                       | Melhor Ator de Teatro                    | Pterodáctilos                        | Venceu    |        |
| 2011 | Prêmio Contigo! de Teatro                   | Melhor Ator de Teatro                    | Pterodáctilos                        | Venceu    |        |
| 2011 | Prêmio APTR de Teatro                       | Melhor Ator                              | Pterodáctilos                        | Venceu    |        |
| 2011 | Prêmio Shell                                | Melhor Ator                              | Pterodáctilos                        | Venceu    |        |
| 2011 | Prêmio Bravo! Prime de Cultura              | Melhor Espetáculo de Teatro              | Pterodáctilos                        | Venceu    | [ 30 ] |
| 2011 | Prêmio Bravo! Prime de Cultura              | Artista do Ano                           | Carreira                             | Venceu    | [ 30 ] |
| 2011 | Grande Prêmio do Cinema Brasileiro          | Melhor Ator                              | O Bem-Amado                          | Indicado  | [ 31 ] |
| 2011 | Prêmio Contigo! de Cinema Nacional          | Melhor Ator                              | O Bem-Amado                          | Indicado  |        |
| 2011 | Prêmio Arte Qualidade Brasil                | Melhor Ator Série ou Minissérie          | O Bem-Amado                          | Indicado  | [ 32 ] |
| 2011 | Prêmio Guarani de Cinema Brasileiro         | Melhor Ator                              | O Bem-Amado                          | Indicado  |        |
| 2014 | Prêmio Quem de Televisão                    | Melhor Ator                              | A Grande Família                     | Indicado  | [ 33 ] |
| 2016 | Prêmio Shell                                | Inovação                                 | Galpão Gamboa                        | Indicado  |        |
| 2016 | Prêmio Extra de Televisão                   | Melhor Ator Coadjuvante                  | Êta Mundo Bom!                       | Indicado  | [ 34 ] |
| 2016 | Melhores do Ano                             | Personagem do Ano                        | Êta Mundo Bom!                       | Venceu    | [ 35 ] |
| 2016 | Prêmio Quem de Televisão                    | Melhor Ator Coadjuvante                  | Êta Mundo Bom!                       | Venceu    | [ 36 ] |
| 2016 | Melhores do Ano NaTelinha                   | Melhor Ator Coadjuvante                  | Êta Mundo Bom!                       | Venceu    |        |
| 2016 | Prêmio Revista Minha Novela                 | Melhor Ator Coadjuvante                  | Êta Mundo Bom!                       | Venceu    |        |
| 2019 | Cine Ceará – Festival de Cinema Nacional    | Melhor Ator                              | Greta                                | Venceu    |        |
| 2020 | Prêmio Platino                              | Melhor Interpretação Masculina de Filme  | Greta                                | Indicado  |        |
| 2020 | Grande Prêmio do Cinema Brasileiro          | Melhor Ator                              | Greta                                | Indicado  |        |
| 2020 | Festival SESC de Melhores Filmes            | Melhor Ator                              | Greta                                | Venceu    |        |
| 2020 | Prêmio Guarani de Cinema Brasileiro         | Melhor Ator                              | Greta                                | Venceu    |        |
| 2020 | Festival de Cinema de Gramado               | Troféu Oscarito                          | Homenagem                            | Venceu    | [ 38 ] |
| 2024 | Prêmio Platino                              | Melhor Ator de Série                     | João Sem Deus – A Queda de Abadiania | Pendente  |        |